# كيفن كوران
كيفن كوران (بالإنجليزية: Kevin Curran)‏ هو كاتب سيناريو أمريكي، ولد في 27 فبراير 1957 في هارتفورد في الولايات المتحدة، وتوفي في 25 أكتوبر 2016 في ويست هوليوود في الولايات المتحدة بسبب سرطان.

## وصلات خارجية
- كيفن كوران على موقع IMDb (الإنجليزية)
- كيفن كوران على موقع ميوزك برينز (الإنجليزية)
- كيفن كوران على موقع قاعدة بيانات الفيلم (الإنجليزية)
- كيفن كوران على موقع كينوبويسك (الروسية)